# Butcher’s stone
Butcher’s stone war eine englische Masseneinheit und kann als Fleisch- und Fischgewicht übersetzt werden. Es war gegenüber dem Gewicht Stone mit 6,35 Kilogramm nicht mal die Hälfte.
- 1 Butcher’s stone = 8 Imperial-Standard Avoir du pois-Pfund = 3,63 Kilogramm